# Barentszeiland
Barentszeiland (Noors: Barentsøya) is een van de eilanden van de eilandengroep Spitsbergen. Het eiland dankt zijn naam aan de Nederlandse ontdekkingsreiziger Willem Barentsz. Barentszeiland ligt tussen het eiland Spitsbergen en Edgeøya. Het is 1288 km² groot. Het hoogste punt ligt 397 meter boven de zeespiegel.
In het noorden, in de zeestraat tussen Barentszeiland en Spitsbergen, ligt Kükenthaløya. Ten zuiden, tussen Barentszeiland en Edgeøya, ligt de Freemansund.
Ten oosten van het eiland ligt de zee Olgastretet, ten noorden het fjord Ginevrabotnen en ten westen het fjord Storfjorden.

## Gletsjers
Het grootste deel van het eiland bestaat uit de gletsjer Barentsjøkulen. Op het eiland liggen de gletsjers:
- Augnebreen
- Barentsjøkulen
- Barthbreen
- Besselsbreen
- Duckwitzbreen
- Freemanbreen
- Handbreen
- Hübnerbreen
- Isormen
- Peer Gyntslottet (koepel)
- Reymondbreen
- Solveigdomen (koepel)
- Willybreen